# Пионий (святой)
Пионий (умер в 250 году) — святой католической и православной церкви, священномученик из Смирны. День памяти в католической церкви — 1 марта. Православная церковь отмечает память святого 11 марта.
Святой Пионий (St. Pionius), священник из Смирны, а также  св. Савин, св. Асклепиад (St. Sabinus, St. Asclepiades) со товарищи числом пятнадцать были убиты при императоре Траяне Декии (Деции). Они были схвачены во время литургии. Известного своей мудростью и способностями к проповеди, св. Пиония понуждали принести  жертву языческим богам. После отказа святого его подвергли ужасным мучениям, а затем сожгли по приговору проконсула Азии Юлия Прокла Квинтилиана.